# Sonochimica
La sonochimica è una branca della chimica, di carattere interdisciplinare, che si occupa dello studio degli effetti delle onde acustiche sui sistemi chimici. In particolare, sono interessanti le applicazioni di ultrasuoni, onde capaci di generare fenomeni quali la sonoluminescenza, la cavitazione sonica, la sonolisi e la sonocatalisi. Con il termine sonicazione si indica l'utilizzo di onde sonore per vari scopi.
Sebbene i primi effetti chimici degli ultrasuoni fossero stati osservati sin dal 1927 da Alfred Lee Loomis, e negli anni settanta fosse iniziato un primo accenno di studi organizzati e finalizzati, la nascita e lo sviluppo sostanziale della sonochimica moderna risale agli anni ottanta (1980) grazie soprattutto allo sviluppo congiunto delle tecnologie necessarie per la costruzione di generatori ultrasonici di adeguata potenza, e di pratico impiego.

## Applicazioni
Un campo di applicazione della sonochimica riguarda la cinetica chimica, con la sonocatalisi. Gli ultrasuoni riescono ad aumentare la reattività chimica, anche fino a quasi un milione di volte, grazie al loro effetto catalitico dovuto all'incremento delle energie traslazionali, rotazionali e vibrazionali.
In sistemi liquidi omogenei e sistemi liquido-liquido e solido-liquido eterogenei, l'uso degli ultrasuoni origina reazioni radicaliche grazie agli alti valori di pressione e depressione, di temperatura realizzati, e per i violenti accumuli di energia cinetica concentrata nelle zone di formazione e di collasso delle bolle di cavitazione. 
È da notare che ovviamente le condizioni di attività ottimale sono completamente diverse in funzione dei vari sistemi possibili.
La sonolisi è una scissione molecolare generata dall'energia prodotta dagli ultrasuoni; si differenzia dalla fotolisi perché quest'ultima implica variazione dei livelli energetici elettronici piuttosto che variazione dell'energia termica. Inoltre, le reazioni che implicano l'utilizzo di sostanze solide possono sfruttare l'energia prodotta dagli ultrasuoni per ottenere una fine frantumazione con un sensibile aumento dell'espansione superficiale, alla quale consegue maggiore reattività.
La sonochimica trova applicazione anche in vari campi a livello industriale. Ad esempio è possibile effettuare la sintesi sonochimica di polimeri o studiarne le proprietà utilizzando gli ultrasuoni. La formazione di microemulsioni è un processo comunemente utilizzato nell'industria cosmetica e farmaceutica.